# Tom Roca
Tom Roca, nascut com a Antoni Roca Palacios, (Barcelona, 23 de juliol de 1953 - Barcelona, 11 de gener de 2021) va ser humorista gràfic, guionista, productor executiu i director de programes de televisió. Signava els seus treballs amb els pseudònims Toni i Tom.
Va col·laborar en nombroses revistes i fou fundador o cofundador de moltes publicacions humorístiques com, per exemple, Matarratos (considerat el primer còmic underground espanyol). Com a productor i guionista televisiu va participar en nombroses produccions per a TV3, TVE, Cuatro, Tele 5 i Antena 3 amb sèries i programes com Tres i l'astròleg, Filiprim, Locos por la tele, Historias de la puta mili, Médico de familia, Al salir de clase, etc. A més, també va ser un dels productors executius del documental Balseros, de Carlos Bosch.

## Publicacions en què va participar
Barrabás, Claro de Luna, Clímax, Club del humor, Eco, El Jueves, El Papus, El Periódico de Catalunya, Fábula, H Dios O, Histeria, Lib, L'Infantil, Mary Noticias, Matarratos, Mi amigo el whisky, Muchas gracias, Nacional Show, Oriflama, Patufet, Penthouse, Play Boy, Por Favor, Pulgarcito, Romántica, TBO, Telele, Vibraciones.

### Principals sèries
El bar de Paco (El Jueves, 1977), El Safari Llorenç (L'infantil/Tretzevents), Les aventures de Robin Hood (Patufet, 1972), En aquellos tiempos, la música (Vibraciones, 1974).

## Mi puta vida
Com a humorista gràfic va publicar 8 llibres, entre el qualsː ¡Somos bestias, no máquinas! (Estrip, Barcelona, 1991), Mi puta vida (Astiberri, 2015) o ¡Apaga y vámonos! (Diminuta, Barcelona, 2019).
Mi puta vida (Astiberri, 2015), és l'autobiografia personal i professional de Tom Roca. En aquest llibre, l'autor repassa la seva trajectòria vital a través d'una successió d'anècdotes amb les quals presenta un retrat cultural, polític i social de l'Espanya de la transició. A la portada del llibre, un home li diu a un altre: Es usted un gilipollas y un mediocre…Llegará lejos, muchacho.